# الانتخابات البرلمانية العراقية (1936-1937)
أجريت انتخابات برلمانية في العراق في الفترة ما بين 10 ديسمبر 1936 و20 فبراير 1937 لانتخاب أعضاء مجلس النواب العراقي.

## الخلفية
بعد الانقلاب العسكري عام 1936 بقيادة بكر صدقي، أدت الخلافات بين البرلمان الذي كان يقوده رئيس الوزراء المعزول ياسين الهاشمي والحكومة العسكرية اليسارية برئاسة حكمت سليمان إلى حل البرلمان في 31 أكتوبر 1936. بدأت الانتخابات الجديدة في ديسمبر 1936 واكتملت بحلول 20 فبراير 1937.

## النتائج
أسفرت الانتخابات عن فوز كتلة داعمة لقائد الانقلاب بكر صدقي، إلى جانب أعضاء من حزب الإصلاح الشعبي، ليصبحا أبرز القوى السياسية في البرلمان الجديد. وكلاهما دعم حكومة حكمت سليمان. كما ضم البرلمان الجديد ضباطًا عسكريين وزعماء قبائل وقوميين ومستقلين. لاحقًا، وُجهت اتهامات لحزب الإصلاح الشعبي بتبني أيديولوجية شيوعية، مما أدى إلى حله.

## ما بعد الانتخابات
قُتل بكر صدقي وأحد قادة الانقلاب الآخرين في 12 أغسطس 1937 في الموصل. استقال حكمت سليمان من منصبه في 17 أغسطس 1937 بعد فقدانه دعم الجيش. حُل البرلمان في 26 أغسطس 1937 وأُجريت انتخابات جديدة في 18 ديسمبر 1937.